# Racelopodopsis
Racelopodopsis là một chi rêu trong họ Polytrichaceae.